# 伊斯特蘭縣 (德克薩斯州)
伊斯特蘭縣（英語：Eastland County）位美國德克薩斯州中部的一個縣。面積2,414平方公里。根据美國2000年人口普查，共有人口18,297人。縣治伊斯特蘭（Eastland）。
成立於1858年2月1日，縣政府成立於1873年12月2日。縣名紀念在黑豆事件被處死的軍官威廉·M·伊斯特蘭（William Mosby Eastland）。